# سلمان الانصاری
سلمان الانصاری (انگلیسی: Salman Ahmed Al-Ansari؛ زادهٔ ۱ ژانویهٔ ۱۹۸۱) بازیکن سابق فوتبال و حقوق‌دان اهل قطر است.

## باشگاهی
از باشگاه‌هایی که در آن بازی کرده‌است می‌توان به الریان اشاره کرد.

## تیم ملی
وی ۶ بازی ملی برای تیم ملی فوتبال قطر در کانامه دارد.